# Albino Zambelli
Albino Zambelli (Cortina d'Ampezzo, 11 agosto 1941) è un ex bobbista italiano, atleta ampezzano attivo negli anni ottanta.

## Carriera agonistica
Nel 1978 consegue il brevetto di pilota e inizia l'attività con il Bob Club Cortina. Si ritirerà nel 1986

### Nazionale
Nel 1981 entra a far parte della nazionale italiana di bob e disputa i campionati europei di Cortina d'Ampezzo ed ai campionati mondiali di St. Moritz, non ottenendo però grandi risultati.

### Campionati italiani
Conquista in totale sei podi nei campionati italiani di bob:
- Bob a due: un argento (1980) e tre bronzi (1982, 1983, 1984)
- Bob a quattro: un oro (1980) e un argento (1984)